# Tsjeljabinsk
Tsjeljabinsk (Russisch: Челя́бинск) is een stad in Rusland en het bestuurlijk centrum van de oblast (provincie) Tsjeljabinsk. De stad ligt op de oostelijke helling van de zuidelijke Oeral en wordt doorkruist door de rivier de Miass. Op het grondgebied van de stad bevinden zich meerdere meren. Met een kleine 1,1 miljoen inwoners behoort Tsjeljabinsk tot de tien grootste steden van Rusland.

## Geschiedenis
Tsjeljabinsk werd op 13 september 1736 gevestigd als militaire vesting op de plaats van een bestaande Basjkierse plaats. De oorsprong van de naam is niet helemaal bekend, maar stamt waarschijnlijk af van het Turkse "tsjeljaba" ("seljabi"), zoals het fort ook werd genoemd. De plaats bleef lange tijd klein en werd een ballingsoord. In 1781 kreeg Tsjeljabinsk stadsrechten en veranderde het van een militair steunpunt in een woonplaats voor burgers. De stad bleef daarna lange tijd van weinig betekenis. Toen de trans-Siberische spoorlijn in 1892 door Tsjeljabinsk werd aangelegd, groeide het van een kleine stad naar een groot transportknooppunt, handelscentrum en industriestad. Na de Russische Revolutie vond er bij de stad een gevecht plaats tussen het Rode Leger en troepen onder leiding van admiraal Aleksandr Koltsjak, wat resulteerde in een overwinning voor de eersten. De industrie werd in de Tweede Wereldoorlog nog versterkt, doordat veel fabrieksonderdelen uit het industriegebied van Moskou werden verplaatst naar de Oeral, om ze te beschermen tegen het oprukkende Duitse leger. De stad werd een centrum voor de bouw van onder andere de T-34-tanks, IS-3-tanks en de Katjoesjas. De stad produceerde meer dan 50% van alle Russische tanks en werd daarom ook wel "tankograd" (tankstad) genoemd.
In 1957 voltrok zich ongeveer 70 kilometer ten noorden van de stad een grote kernramp in het nucleaire complex Majak. Dit ongeluk zorgde voor een enorme besmetting over een groot gebied. Ook een gedeelte van de bevolking van Tsjeljabinsk raakte besmet, al kwam de meeste besmetting ten noorden van het complex terecht. Pas in 1989 werd er officieel melding gemaakt van het ongeval.
Op 15 februari 2013 werd de stad getroffen door een uiteenvallende meteoor bij Tsjeljabinsk. Ruim 1600 mensen raakten hierbij gewond en veel huizen en gebouwen liepen meest lichte schade op. De meteoriet kwam op een hoek van 18 graden de dampkring binnen.

## Economie en transport

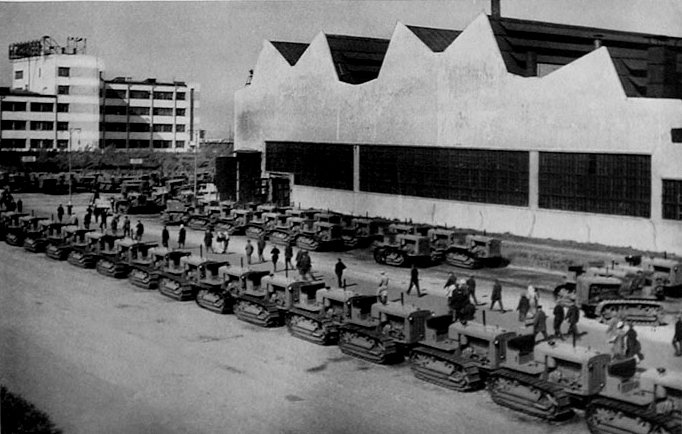
Opgestelde rupsvoertuigen in de jaren 30. Tsjeljabinsk had toen de grootste tractorfabriek van de Sovjet-Unie

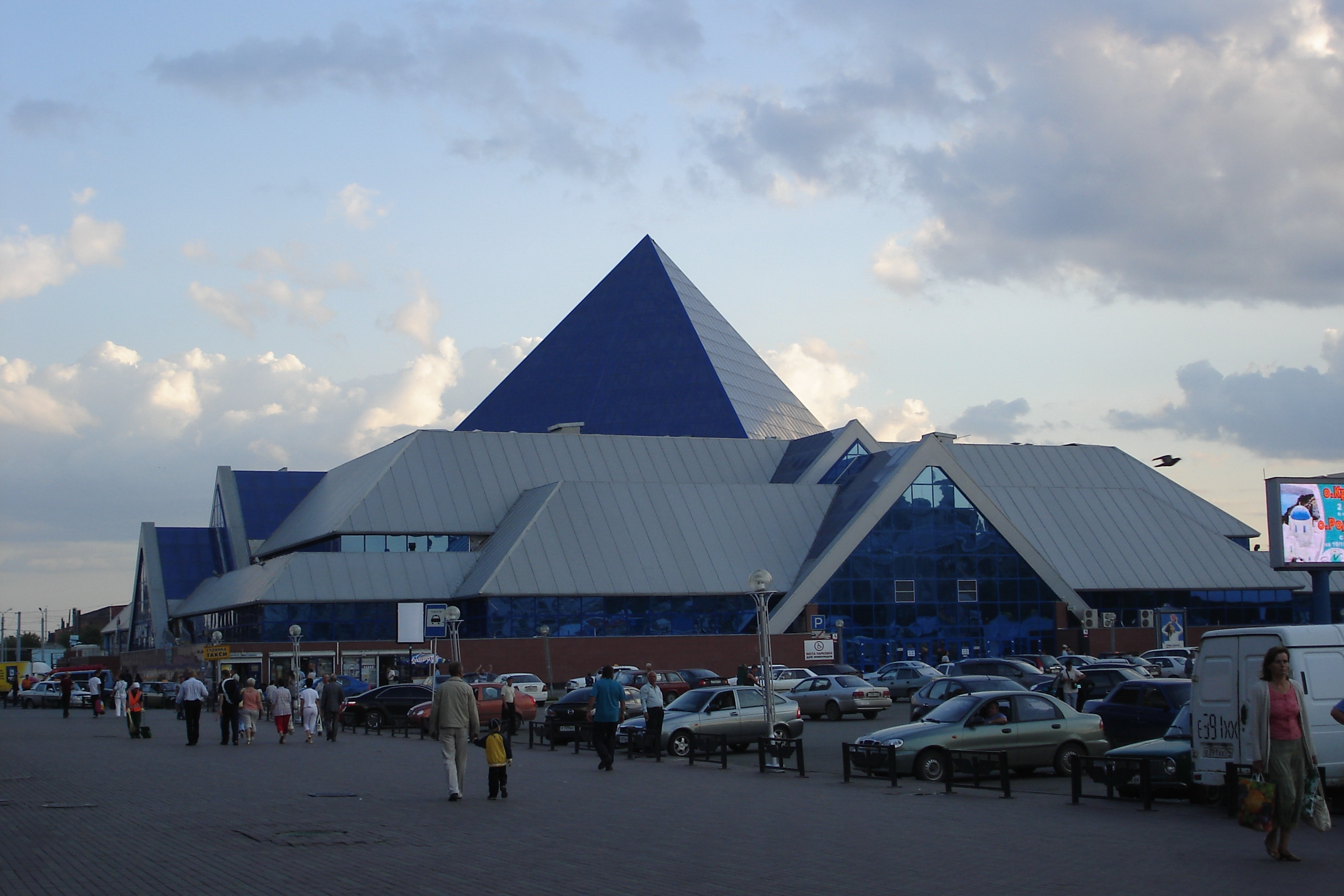
Busstation van Tsjeljabinsk

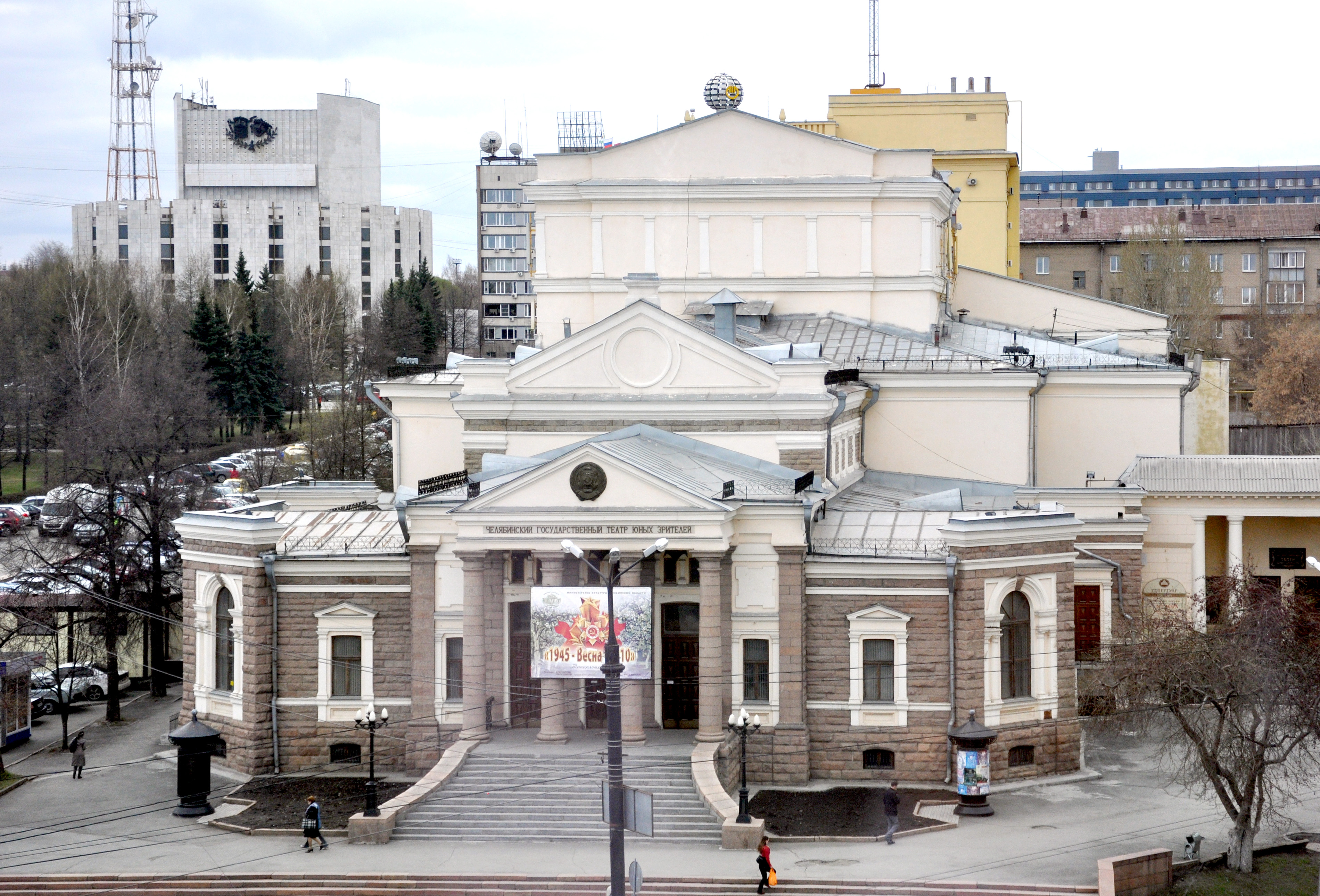
Theater aan het plein van de revolutie

De stad heeft een belangrijke functie in Rusland met betrekking tot de fabricage van wapens, de industrie, als transportknooppunt en als cultureel centrum.
De metaalverwerkingsbedrijven van de stad behoren tot de grootste van zowel Rusland als Europa met betrekking tot:
- ijzerlegeringen, schrijfmiddelen, elektrodes, edelstaal
- draad, grote pijpen (tot Ø 1220 mm)

Andere industriële activiteiten vinden plaats in de sectoren:
- zware machinebouw en onderdelen daarvoor
- tractoren (een van de grootste van Rusland)
- rupsvoertuigen
- chemische industrie
- lichte en voedingsmiddelenindustrie

De stad heeft net als de gelijknamige oblast een zeer goed vervoerssysteem. De stad is een knooppunt voor verkeer van Europees Rusland naar de Oeral, Siberië en Kazachstan. De stad heeft een uitgebreid openbaarvervoersnetwerk van bussen, trams (sinds 1932) en trolleybussen (sinds 1942). Sinds 1992 wordt er gebouwd aan de eerste lijn van de metro van Tsjeljabinsk. Door geldproblemen loopt het project echter steeds vertraging op; een concrete openingsdatum is nog niet te noemen.
De stad heeft ook een kleine luchthaven, Balandino, waarvandaan op Moskou, Sint-Petersburg, Siberische steden en enkele buitenlandse bestemmingen wordt gevlogen.
De ijsbaan van Tsjeljabinsk is de Uralskaja Molnija (Uralblitz), en is vernoemd naar 6-voudig olympisch kampioene langebaanschaatsen Lidia Skoblikova. De baan werd gebouwd in 2005. In november 2011 worden er de eerste internationale wedstrijden verreden tijdens de World Cup. Bij de ontploffing van een meteoroïde bij Tsjeljabinsk op 15 februari 2013 raakte de ijsbaan flink beschadigd.

## Cultuur en bezienswaardigheden
Er zijn nauwelijks bijzondere gebouwen van voor de 19e eeuw in de stad. De meest bezienswaardige gebouwen zijn het in 1903 gebouwde theater aan het "plein van de Revolutie" en de uit 1915 daterende Alexander Nevski-kerk. Vanaf daar loopt ook de enige voetgangerszone met aan de rand daarvan een sculpturengalerij. De stad wordt doorsneden met kilometerslange brede boulevards met op sommige plaatsen 8-baans wegen.
Tsjeljabinsk beschikt over meerdere universiteiten, hogescholen en militaire academies, waarvan de Pedagogische Staatsuniversiteit (gesticht in 1934) de oudste en de Staatsuniversiteit van de Zuidelijke Oeral de grootste is. In totaal zijn er bijna 170 scholen en 14 muziek- en kunstacademies. Ook zijn er vier theaters, een kunstgalerij, een filharmonie, een circus, een aantal musea en 19 bioscopen.

## Omgeving
Op het grondgebied van Tsjeljabinsk liggen verschillende waterkrachtcentrales en meren. De belangrijkste meren zijn het Smolinomeer, Sineglazovomeer en het Pervojemeer. In het zuidwesten van de stad ligt het Sjersjnevskoje-waterbekken.

## Sport
De voetbalclubs Dinamo en Avangard speelden in de begindagen van de Sovjet-competitie een aantal seizoenen in de tweede klasse. In 1957 nam Lokomotiv het vaandel over en speelde tot eind jaren zestig in de tweede klasse. In de jaren zeventig en tachtig speelde de club in de derde en vierde klasse tot de club ontbonden werd in 1987. De huidige eerste club van de stad FK Tsjeljabinsk speelde in 1992 en 1993 in de Russische tweede klasse en sinds 1998 onafgebroken in de derde klasse.
Met de Oeralskaja Molnija beschikt Tsjeljabinsk over een moderne indoor schaatsbaan. Het EK allround van 2015 werd hier geschaatst. De Nederlanders Sven Kramer en Ireen Wüst werden er Europees kampioen.
IJshockeyclub HC Traktor Tsjeljabinsk speelt in de Kontinental Hockey League.

## Geboren in Tsjeljabinsk
- Boris Kopejkin (1946), voetballer en trainer
- Jevgeni Svesjnikov (1950-2021), schaker
- Viktor Christenko (1957), politicus
- Vladimir Markelov (1957-2023), turner
- Vjatsjeslav Bykov (1960), ijshockeyspeler
- Jelena Tjoesjnjakova (1963), schaatser
- Ludmila Engquist (1964), Russisch-Zweedse oud-hordeloopster
- Alina Ivanova (1969), snelwandelaarster en marathonloopster
- Jelena Jelesina (1970), hoogspringster
- Svetlana Bazjanova (1972), langebaanschaatsster
- Natalija Polozkova (1972), schaatsster
- Maksim Soerajev (1972), kosmonaut
- Lera Auerbach (1973), componiste en schrijfster
- Anatoli Krasjeninin (1974), schaatser
- Svetlana Kajkan (1978), langebaanschaatsster
- Staņislavs Olijars (1979), Lets hordeloper
- Jekaterina Gamova (1980), topvolleybalster
- Tatjana Sibileva (1980), snelwandelaarster
- Igor Bogoljoebski (1985), langebaanschaatser
- Maria Savinova (1985), atlete
- Ivan Oechov (1986), hoogspringer
- Jekaterina Malysjeva (1987), langebaanschaatsster
- Ksenia Moskvina (1989), zwemster
- Olga Fatkoelina (1990), langebaanschaatsster
- Ksenija Pervak (1991), tennisspeelster
- Aleksej Soevorov (1991), langebaanschaatser
- Yakov Yan Toumarkin (1992), Israëlisch zwemmer
- Jekaterina Jefremenkova (1997), shorttrackster

## Trivia
Onderzoek van de Universiteit Twente in 2011 heeft uitgewezen dat vanuit Tsjeljabinsk relatief gezien de meeste cyberaanvallen ter wereld worden uitgevoerd. Per miljoen inwoners worden er vanuit Tsjeljabinsk 120 cyberaanvallen uitgevoerd.
Bestuurlijk centrum: Tsjeljabinsk

Asja · Bakal · Jemanzjelinsk · Joerjoezan · Joezjno-oeralsk · Karabasj · Kartaly · Kasli · Katav-Ivanovsk · Koesa · Kopejsk · Korkino · Kysjtym · Magnitogorsk · Miass · Minjar · Njazepetrovsk · Oest-Katav · Ozjorsk · Plast · Satka · Sim · Snezjinsk · Trjochgorny · Troitsk · Tsjebarkoel · Verchneoeralsk · Zlato-oest
Jekaterinenburg (Jekaterinboerg) · Kazan · Moskou (Moskva) · Nizjni Novgorod · Novosibirsk · Oefa · Omsk · Perm · Rostov aan de Don (Rostov-na-Donoe) · Samara · Sint-Petersburg (Sankt-Peterboerg) · Tsjeljabinsk · Wolgograd (Volgograd)